# Bathypterois guentheri
Bathypterois guentheri är en fiskart som beskrevs av Alcock, 1889. Bathypterois guentheri ingår i släktet Bathypterois och familjen Ipnopidae. Inga underarter finns listade.